# Ruth Warrick
Ruth Warrick (St. Joseph, Missouri, 29 juni 1916 - New York, 15 januari 2005) was een Amerikaans actrice, vooral bekend van haar rollen als de eerste vrouw van Charles Foster Kane in Citizen Kane en als Phoebe Tyler in de soapserie All My Children.

## Biografie
Warrick werd geboren in Missouri en studeerde aan de University of Missouri–Kansas City. Door het winnen van een essaywedstrijd werd ze verkozen tot "Miss Jubilesta" en mocht ze als ambassadeur van Kansas City naar New York. Het verhaal gaat dat ze in New York aankwam met een levende kalkoen in haar handen, en daarmee naar het stadhuis ging om hem aan te bieden aan Burgemeester LaGuardia. Ze besloot zich in New York te vestigen. In de jaren dertig werkte ze aldaar als radiozangeres. Tijdens een uitzending ontmoette ze haar eerste man, Eric Rolf. Via haar radiowerk kwam ze in aanraking met Orson Welles en werd zij lid van zijn Mercury Theater.
In 1941 maakte ze haar filmdebuut als Emily Monroe Norton in Citizen Kane van Orson Welles. Deze film zou later worden beschouwd als een van de beste films ooit gemaakt. Gedurende de jaren veertig kreeg ze nog verscheidene hoofdrollen, waaronder in The Corsican Brothers met Douglas Fairbanks Jr. (1941), Journey Into Fear (1943), waarin ze herenigd werd met enkele van haar Mercury Theater-acteurs, als Orson Welles, Joseph Cotten, Everett Sloane en Agnes Moorehead, en de Disneyfilm Song of the South (1946). Na het einde van de Tweede Wereldoorlog moest ze vaker genoegen nemen met bijrollen. Toch bleef ze tot in de jaren zestig te zien in films.
In de jaren vijftig kwam ze terecht in de televisiewereld. Naast enkele televisiedrama's was ze vooral actief in soaps. Van 1953 tot 1956 was ze te zien als verpleegster Janet Johnson in The Guiding Light. Hierna werd ze in de rol van Edith Hughes deel van de originele cast van de soapserie As the World Turns, toen deze van start ging in 1956. In 1960 verliet ze ook deze serie.
Naast film en televisie was ze ook actief in het theater. Eind jaren vijftig maakte ze haar debuut op Broadway. Later was ze onder andere doublure voor het stuk Take Me Along uit 1959, met Jackie Gleason in de hoofdrol. In 1973 keerde ze terug op Broadway met Irene, waar ze te zien was naast Debbie Reynolds.
In 1965 kreeg ze een vaste rol in de primetime soap Peyton Place. Voor haar rol als Hannah Cord kreeg ze in 1967 een Emmy Awardnominatie. Datzelfde jaar verliet ze de soap. Vanaf 1970 was ze te zien als de pedante socialite Phoebe Tyler. Ze zou de rol meer dan dertig jaar spelen, tot haar dood in 2005. De laatste aflevering waarin ze te zien was was de jubileumuitzending op 5 januari 2005, toen het programma 35 jaar bestond.
In 1980 verscheen haar autobiografie, The Confessions of Phoebe Tyler.

### Privéleven
Warrick was vijf keer getrouwd. Ze had drie kinderen uit twee huwelijken, dochter Karen Elizabeth (1941) en zoon Jon (1942) uit haar huwelijk met Erik Rolf (1938-1946) en zoon Timothy uit haar huwelijk met Robert McNamara (1953-1960).
In 2001 brak ze tijdens een vakantie in Europa haar heup en belandde ze in een rolstoel. Haar handicap werd in haar rol verwerkt.
Warrick was tevens actief in de liefdadigheid, en zette zich vele jaren in voor het bevorderen van educatie. Warrick was een gediplomeerd leraar van de Unity School of Christianity. In latere jaren werd ze woordvoerster van de rechten van bejaarden en gehandicapten en werd ze aangesteld aan de U.N. World Women's Committee on Mental Health.
Warrick overleed op 89-jarige leeftijd aan compilaties gerelateerd aan een longontsteking, nog geen twee weken na de jubileumuitzending van All My Children. De aflevering op 24 januari 2005 was aan haar toegewijd.